# Neuilly-sur-Eure
Neuilly-sur-Eure ist eine Ortschaft und eine Commune déléguée in der französischen Gemeinde Longny les Villages mit 608 Einwohnern (Stand: 1. Januar 2022) im Département Orne in der Region Normandie.
Mit Wirkung vom 1. Januar 2016 wurden die früheren Gemeinden Longny-au-Perche, La Lande-sur-Eure, Malétable, Marchainville, Monceaux-au-Perche, Moulicent, Neuilly-sur-Eure und Saint-Victor-de-Réno zu einer Commune nouvelle mit dem Namen Longny les Villages zusammengelegt und haben in der neuen Gemeinde den Status einer Commune déléguée. Der Verwaltungssitz befindet sich im Ort Longny-au-Perche. Die Gemeinde Neuilly-sur-Eure gehörte zum Arrondissement Mortagne-au-Perche und zum Kanton Tourouvre.

## Lage
Neuilly liegt an der oberen Eure an der Grenze zum Département Eure-et-Loir, ganz im Süden verläuft ihr späterer Zufluss Livier. Nachbarorte von Neuilly-sur-Eure sind La Lande-sur-Eure im Nordwesten, La Ferté-Vidame im Nordosten, Manou im Osten, Les Menus im Südosten, Moutiers-au-Perche im Süden und Le Mage im Südwesten.

## Bevölkerungsentwicklung
| Jahr                       | 1962 | 1968 | 1975 | 1982 | 1990 | 1999 | 2011 | 2020 |
| -------------------------- | ---- | ---- | ---- | ---- | ---- | ---- | ---- | ---- |
| Einwohner                  | 525  | 510  | 502  | 505  | 469  | 501  | 629  | 638  |
| Quellen: Cassini und INSEE |      |      |      |      |      |      |      |      |